# بنك ألفا الروماني
بنك ألفا الروماني (بالرومانية Alpha Bank România) بدأت عملها في رومانيا بعام 1994 وهو فرع تابع لبنك ألفا من اليونان. بلغت موجودات البنك 3,7 مليار يورو عام 2007.

## وصلات خارجية
- www.alphabank.ro - الموقع الرسمي